# McPherson County, Nebraska
McPherson County är ett administrativt område i delstaten Nebraska, USA, med 539 invånare. Den administrativa huvudorten (county seat) är Tryon. 

## Geografi
Enligt United States Census Bureau så har countyt en total area på 2 227 km². 2 224 km² av den arean är land och 3 km² är vatten. 

### Angränsande countyn
- Hooker County - norr
- Thomas County - nordost
- Logan County - öster
- Lincoln County - sydost
- Keith County - sydväst
- Arthur County - väster